# Party Rock
A Party Rock az amerikai elektro-hop duo, az LMFAO debütáló albuma, mely 2009. július 7-én jelent meg az Interscope kiadónál.

## Előzmények
Az album EP verziója 2008. július 1-jén debütált az iTunes áruházban. Az albumot jelölték az 52. Grammy Awards legjobb Elektronikus/Dance kategóriában. A Get Crazy című dal a Jersey Shore, valamint a népszerű iPod játék, a Tap Tap Reverenge 3 zenéje is lett. Az album hangzásvilága jellegzetesen a 80-as évek szinti-pop, valamint a hiphop elemeire épül. A szövegekben a buli, a tánc a legfontosabb kellék.

## Kislemezek
Az albumról kimásolt első dal az I'm Miami Bitch című, majd megjelent a clean verziója is I'm Miami Trick címmel, mely a Billboard Hot 100-as listáján az 51. helyen végzett. A második kislemez a La La La, az 55. helyig jutott, majd a harmadik kislemez a Shots, melyben Lil Jon is közreműködött, csupán csak a 68. helyen debütált. A negyedik kislemez - és egyben az utolsó - a Yes című dal volt.

## Slágerlista helyezések
| Slágerlista (2009–2011)     | Helyezés |
| --------------------------- | -------- |
| Ausztrál Urban Albums Lista | 12       |
| U.S Billboard 200           | 33       |
| UK Dance Albums Chart       | 31       |